# Trichomalus gynetelus
Trichomalus gynetelus är en stekelart som först beskrevs av Walker 1835.  Trichomalus gynetelus ingår i släktet Trichomalus och familjen puppglanssteklar. Arten är reproducerande i Sverige. Inga underarter finns listade i Catalogue of Life.